# Michael Hansen (1971)
Michael Hansen (Nykøbing Falster, 22 september 1971) is een Deens voormalig voetballer en huidig voetbalcoach die speelde als middenvelder.

## Carrière

### Speler
Hansen speelde in de jeugd van Boldklubben 1901 en bleef bij de club tot in 1989, hij stapte toen over naar Næstved BK. Bij die club bleef hij twee seizoenen en op het einde van 1990 vertrok hij naar Silkeborg IF waar hij bleef spelen tot in 1996. Van 1996 tot 1998 speelde hij voor Odense BK en nadien voor de Nederlandse club NAC Breda maar hij keerde na een seizoen al terug naar huis.
Nadien speelde hij nog voor Esbjerg fB, FC Midtjylland en Silkeborg IF.
Hij speelde als jeugdinternational voor Denemarken en nam met de Deense ploeg deel aan de Olympische Spelen in 1992.

### Coach
Na zijn spelerscarrière werd hij meteen assistent-coach bij Skive IK maar datzelfde jaar nog werd hij hoofdcoach een functie die hij zou vervullen tot in 2013. Hij werd in 2013 assistent-coach onder Ove Pedersen bij FC Vestsjælland na diens ontslag in 2014 was hij er een seizoen hoofdcoach. Van 2016 tot 2018 was hij sportief-directeur bij Ringköbing IF.
Van 2018 tot 2019 was hij coach van Silkeborg IF en nadien coördinator betaald voetbal tot in 2020, toen kreeg hij opnieuw de kans als coach nu bij FC Fredericia.

## Erelijst
- Silkeborg IF
  - Landskampioen: 1994
- NAC Breda
  - Eerste divisie: 2000

1 Jørgensen ·
2 Helveg ·
3 Laursen ·
4 Thomsen ·
5 Frank ·
6 Kjeldbjerg ·
7 Madsen ·
8 Ekelund ·
9 Molnar ·
10 Frandsen ·
11 Møller ·
12 Risager ·
13 Tøfting ·
14 Højer ·
15 Hansen · 
16 Flies ·
17 Mosegaard Madsen ·
18 Larsen ·
19 Andersen ·
20 Johansen ·
Coach: Jensen
- Gemeinsame Normdatei: 123512832
- International Standard Name Identifier: 0000 0000 1233 0788
- Virtual International Authority File: 55056925
- WorldCat: E39PBJwhwFkrTYwYBBXQyDpwYP